# Triebendorf, Steiermark
Triebendorf  är en ort i kommunen Murau i distriktet Murau i förbundslandet Steiermark i Österrike. Triebendorf var tidigare en självständig kommun, men blev den 1 januari 2015 en del av kommunen Murau.